# Jacques Cousteau
Jacques-Yves Cousteau (pronunciación en francés: /ʒak iv kusto/; Saint-André-de-Cubzac, Francia, 11 de junio de 1910-París, 25 de junio de 1997) fue un oficial naval francés y un explorador, investigador, oceanógrafo, inventor y director de documentales que estudió el mar y sus habitantes. Desarrolló el Aqua-Lung («pulmón acuático») junto con Émile Gagnan, fue pionero en la conservación marina y miembro de la Academia de Ciencias de Francia y de la National Geographic Society.
Describió su investigación del mundo submarino en una serie de libros, el primero siendo The Silent World: A Story of Undersea Discovery and Adventure, publicado en 1953.[cita requerida] Cousteau también dirigió películas, como The Silent World (conjuntamente con Louis Malle), el documental adaptación de su libro, que ganó una Palma de Oro en el Festival de Cine de Cannes de 1956. Las películas y series documentales rodadas durante sus exploraciones a bordo de su buque  Calypso han sido emitidas por televisión a través de su programa documental El mundo submarino de Cousteau, que durante años fue transmitido en todo el mundo, haciendo de Cousteau el más célebre de los divulgadores del mundo submarino. Fue, además, uno de los primeros activistas contra la contaminación del medio marino.

## Biografía

### Primeros años
Cousteau nació el 11 de junio de 1910, en Saint-André-de-Cubzac, Gironde, Francia, hijo de Daniel y Élisabeth Cousteau.
Entre 1920 y 1923, la familia vivió en los Estados Unidos, donde el joven Jacques-Yves descubrió la natación y la apnea en un ambiente lacustre en Vermont. A su regreso a Francia, descubrió el mar en Calanques, cerca de Marsella. En aquella época, Francia ya contaba con un célebre explorador marino y polar, Jean-Baptiste Charcot, que navegaba a bordo de su barco, el Pourquoi Pas?.
En 1930, después de completar sus estudios preparatorios en el Stanislas College de París, Jacques-Yves Cousteau ingresó en la Escuela Naval de Brest y se embarcó en el Jeanne d'Arc, un buque escuela de la Marina. Se convirtió en oficial de artillería en 1933. Tenía la intención de ser piloto en la Aéronautique Navale, pero en 1935 un accidente automovilístico le obligó a una convalecencia forzada en Toulon, que terminó en 1936 con una asignación en el acorazado Condorcet. Fue a bordo de este barco donde Cousteau conoció a Philippe Tailliez, quien le prestó las gafas subacuáticas Fernez , antecesoras de las actuales gafas de natación. Las utilizó en Mourillon y quedó impresionado por la belleza de la vida submarina que se desarrolla en el fondo rocoso y en la posidonia. Allí decide dedicar su vida a la exploración submarina.
El 12 de julio de 1937 se casó con Simone Melchior, su socia comercial, con quien tuvo dos hijos, Jean-Michel  y Philippe. En 1991, un año después de la muerte por cáncer de su esposa Simone, se casó con Francine Triplet. Ya tenían una hija, Diane Cousteau y un hijo, Pierre-Yves Cousteau.
En 1938, Tailliez conoció a Frédéric Dumas, y lo presentó a Cousteau. Desde entonces, los tres formaron un trío de amigos dedicados a la investigación submarina, trío que Tailliez bautizaría en 1975 con el apodo “Les Mousquemers”, un juego de palabras entre "terre" y "mer; —"mousquetaires" se pronuncia en francés igual que "mousqueterre"—. Como los mosqueteros de Alejandro Dumas, los "Mosquemers" también eran cuatro, Léon Vêche aportó la logística.
En varias ocasiones, entre 1939 y 1942, ya utilizaron las aletas de buceo de Louis de Corlieu, la cámara de filmación submarina desarrollada por Hans Hass , la máscara de buceo con válvula de retención alimentada desde la superficie mediante un tubo de goma de Maurice Fernez, el regulador de presión "Le Prieur" y dos rebreathers que funcionaban con oxígeno puro.

### Principios de la década de 1940: innovación del buceo submarino moderno
Los años de la Segunda Guerra Mundial fueron decisivos para la historia del buceo. Después del armisticio de 1940 , la familia de Simone y Jacques-Yves Cousteau se refugió en Megève, trabando amistad con la familia Ichac. Jacques-Yves Cousteau y Marcel Ichac compartían el mismo deseo de revelar al gran público lugares desconocidos e inaccesibles: Cousteau el mundo submarino e Ichac las altas montañas. Los dos vecinos se llevaron el primer premio ex-aequo del Congreso de Cine Documental de 1943, por la primera película submarina francesa: Par dix-huit mètres de fond, realizado sin aparato de respiración el año anterior en las islas Embiez, en Var, con Philippe Tailliez y Frédéric Dumas, utilizando un estuche de cámara resistente a la presión de profundidad desarrollado por el ingeniero mecánico Léon Vèche, ingeniero de Artes y Medidas en la Escuela Naval.
En 1943, realizaron la película Épaves (Naufragios), en la que utilizaron dos de los primeros prototipos del Aqua-Lung. Estos prototipos fueron fabricados en Boulogne-Billancourt por la empresa Air Liquide, siguiendo instrucciones de Cousteau y Émile Gagnan.  

## Conservación marina
En octubre de 1960 muchos residuos radioactivos iban a ser descargados en el mar por la Comunidad Europea de la Energía Atómica. Cousteau organizó una campaña publicitaria con la cual ganó amplio apoyo popular de la gente de ese entonces. El tren que llevaba los residuos fue detenido por mujeres y niños sentados en las líneas del tren y fue enviado de vuelta a su lugar de origen. En noviembre de 1960, en Mónaco, una visita oficial del presidente francés Charles de Gaulle se convirtió en un debate sobre las cosas que habían sucedido en octubre de ese mismo año y sobre los experimentos nucleares en general. El embajador francés ya le había sugerido al príncipe Raniero que evitara el tema, pero supuestamente el presidente le pidió a Cousteau, en una forma amigable, ser más comprensivo con las investigaciones nucleares, a lo cual Cousteau supuestamente le respondió: «No señor, son sus investigaciones las que deben ser más comprensivas con nosotros».
En 1973, junto con sus dos hijos, Jean-Michel Cousteau y Philippe Cousteau, y Frederick Hyman, creó la Sociedad Cousteau para la protección de la vida oceánica, que llegó a tener más de 300 000 miembros.
En 1975, Cousteau descubrió los restos del naufragio del HMHS Britannic.
En 1977, junto con Peter Scott, recibió el Premio Internacional sobre el Medio Ambiente, otorgado por las Naciones Unidas.
En 1985, se le concedió la Medalla Presidencial de la Libertad en los Estados Unidos, otorgada por Ronald Reagan.
En 1992, fue invitado a Río de Janeiro (Brasil), a la Conferencia Internacional de las Naciones Unidas por el Medio Ambiente y el Desarrollo, y desde entonces se convirtió en asesor para las Naciones Unidas y el Banco Mundial.
Jacques-Yves Cousteau murió de un infarto el 25 de junio de 1997 en París, dos semanas después de haber cumplido 87 años. Está enterrado en el panteón familiar de Saint-André-de-Cubzac, su lugar de nacimiento.  La ciudad le rindió homenaje llamando a la calle de su casa natal "rue du Commandant Cousteau", donde se colocó una placa conmemorativa.

## Legado
A Cousteau le gustaba definirse como un «técnico oceanográfico». Era en realidad un sofisticado director y amante de la naturaleza. Su trabajo le ha permitido a mucha gente explorar los recursos del «continente azul». Su trabajo también creó una nueva forma de comunicación científica, criticada en su momento por algunos científicos. El así llamado «divulgacionismo», una forma simple de compartir conceptos científicos con las masas de espectadores fue luego empleado en otras disciplinas y llegó a ser una de las características más importantes de la televisión moderna.
En 1975, el cantante de country-folk John Denver compuso la canción «Calypso» como un tributo a Cousteau y a su barco de investigación homónimo. La canción alcanzó la posición número uno del Billboard.
En 1992, y después de casarse por segunda vez tras la muerte de su esposa Simone, compañera desde el comienzo de sus aventuras y quien le ofreciera todo su apoyo, se ve envuelto en una batalla legal con su hijo Jean-Michael sobre el uso del apellido Cousteau. Como resultado, la corte le ordenó a Jean-Michael Cousteau no crear confusión entre sus negocios con fines de lucro y las labores sin fines de lucro de su padre. Esta disputa familiar quedó resuelta poco antes de la muerte de Jacques Cousteau.
En 1990 el compositor francés Jean-Michel Jarre, produjo un disco titulado Waiting for Cousteau. De sus cuatro temas, tres se titulan «Calypso» (divididos como «parte 1», «parte 2» y «parte 3»), nombre del barco que Cousteau hizo célebre con sus documentales. El cuarto tema se titula como el disco mismo, «Waiting for Cousteau», con una duración aproximada de unos 40 minutos.
El 25 de junio de 1997 Jacques-Yves Cousteau falleció a los 87 años, de un ataque al corazón. Su funeral, al que acudieron miles de personas, fue celebrado en la catedral de Notre-Dame en París. Sus cenizas fueron trasladadas al mausoleo familiar en Saint-André-de-Cubzac, su ciudad natal. La Sociedad Cousteau y su homólogo francés el Equipo Cousteau, los cuales fueron fundados por él, siguen activos en la actualidad.
Dentro del legado que Cousteau dejó al mundo, se cuentan:
- Desveló la vida submarina al gran público a través de más de 115 documentales de televisión y películas (L'Odyssée sous-marine du Commandant Cousteau para la televisión o El mundo del silencio para el cine, entre otros).[17][18]
- Aportó al conocimiento de las especies marinas, su clasificación y comportamiento.
- Descubrió nuevas especies marinas.
- Fue el coinventor de la escafandra autónoma moderna junto al ingeniero Émile Gagnan.
- Adaptó las cámaras fotográficas al medio acuático. Calypso Phot
- Fue un imaginativo y genial divulgador de la ciencia.
- Contribuyó a la medicina submarina.
- Fue un gran defensor y custodio del medio ambiente.
- Participó en el diseño de la turbovela, una tecnología que permite que un barco se desplace por medio de la energía eólica.
- Luchó porque la Antártida fuera consagrada a la paz y la ciencia, hoy mandato del Tratado Internacional y su Protocolo de Madrid.

## Carta de Derechos de las Generaciones Futuras
El oceanógrafo Jacques-Yves Cousteau, conocido por ser un gran inventor y promotor ambiental, inició una cruzada ecológica ante diversos foros internacionales. Su propósito consistía en llamar la atención sobre los peligros a los que se enfrentarían las futuras generaciones ante el deterioro de nuestro planeta.
La preocupación del comandante Cousteau le llevó a publicar en 1979 un documento que tituló Carta de Derechos de las Generaciones Futuras (A Bill of Rights for Future Generations). Este documento contiene una serie de principios encaminados a la protección de los derechos de las futuras generaciones.
Como refiere el mismo Cousteau, el documento fue elaborado por la sociedad que lleva su nombre, con la ayuda de los profesores de Columbia E. Allan Farnsworth, reconocido turista estadounidense; Gabriel H. Nahas, médico de profesión; y el filósofo H. Standish Thayer, a quien el City College de Nueva York reconoció como profesor emérito. Con base en el trabajo producido por este grupo de profesionales de las más diversas ciencias, Cousteau pretendía que la Carta de Derechos de las Generaciones Futuras fuera adoptada por la AGNU. Para lograr dicho fin, la Sociedad Cousteau recabó nueve millones de firmas para respaldar la presentación del proyecto ante dicha organización en octubre de 1994. Latinoamérica contribuyó con cinco millones de firmas, destacando Costa Rica con setecientas cincuenta mil firmas.
Si bien es cierto que el intento de Cousteau de establecer una Carta de Derechos de las Generaciones Futuras no estaba fundamentado sobre una base jurídica sólida, es importante mencionar que en el año en que publicó el documento ya existían una serie de instrumentos internacionales que hacían mención a la protección de las futuras generaciones. Las necesidades e intereses de las generaciones futuras ya se mencionaban además en diversos instrumentos normativos, entre ellos la Convención de la UNESCO para la Protección del Patrimonio Mundial, Cultural y Natural, cuya adopción en 1972, marcó un hito para el desarrollo del tema. La intención de abordar esta cuestión en dicho tratado internacional obedecía, entre otras cosas, al deseo de salvaguardar el patrimonio cultural mundial a fin de que pudiera transmitirse intacto a las generaciones futuras.
Se puede añadir que la Carta de Derechos de las Generaciones Futuras del “Capitán Planeta” tenía un giro eminentemente ambientalista y desde su primer artículo declaraba que nuestros sucesores tienen derecho a un planeta no contaminado y libre de daños. La solidaridad intergeneracional está plasmada en el artículo segundo del proyecto de Cousteau, en el cual se señala que cada generación tiene el deber de prevenir daños irreversibles e irreparables a la vida en la Tierra, así como a la vida y dignidad humana.
Del tercer artículo de la Carta bien podría decirse que es un antecedente del principio precautorio en materia ambiental, ya que enfatiza que cada generación debe vigilar y evaluar los impactos desfavorables que las alteraciones y modificaciones tecnológicas pueden tener en la vida en la Tierra, el balance de la naturaleza y la evolución humana.
El deseo de Cousteau, consistente en la adopción de la Carta de Derechos de las Generaciones Futuras por la Asamblea General de las Naciones Unidas, no se cumplió. No obstante, la UNESCO prestó mayor atención a las demandas de Cousteau y para responder a ellas, en 1994, patrocinó una Reunión de Expertos organizada por el Instituto Triconental de la Democracia Parlamentaria y de los Derechos Humanos de la Universidad de La Laguna sobre los Derechos Humanos de las Generaciones Futuras. El 26 de febrero de ese año, la Reunión de Expertos, en la que participaron el Equipo Cousteau y un gran número de expertos de todo el mundo, culminó sus trabajos con la Declaración de los Derechos Humanos de las Generaciones Futuras o Declaración de La Laguna.

## En cultura popular
- En 1975 el cantautor John Denver le dedicó el tema «Calypso», donando el dinero ganado a la Sociedad Cousteau.
- En 1990 el músico y productor musical francés Jean-Michel Jarre, amigo y cercano a Cousteau, dedicó su álbum de estudio En attendant Cousteau ('Esperando a Cousteau') a la figura del oceanógrafo. El álbum fue publicado el 11 de junio de 1990, coincidiendo con el 80.º cumpleaños del investigador francés.
- La canción «Quién fuera» de Silvio Rodríguez, publicada en 1992, nombra a Cousteau junto a otros personajes.
- La canción «Cousteau, le commandant» de Los Petersellers, publicada en 1997 en su álbum Los Petersellers contra la amenaza del Dr.Thedio.
- En 2004 el director independiente Wes Anderson estrenó una película titulada Life Aquatic, libremente inspirada en la vida del comandante Cousteau, con Bill Murray como el protagonista. En 2016 el director francés Jérôme Salle estrenó Jacques, un biopic sobre la vida y obra de Cousteau, con Lambert Wilson como el propio Jacques Cousteau y Audrey Tautou como Simone, su mujer.
- En 2012 el grupo catalán Els Amics de les Arts le rindió homenaje a través de la canción «Monsieur Cousteau», la tercera del álbum Espècies per Catalogar. La canción hace especial hincapié en el espíritu aventurero y el afán por lo inhóspito que definía al explorador, trazando una relación de paralelismo con la sed de aventuras y la imaginación que caracteriza a los niños.
- En 2021, Liz Garbus dirigió una película documental biográfica sobre el explorador titulada Becoming Cousteau.[19]
- En 2022 se emitieron dos monedas conmemorativas a los 25 años del fallecimiento de Jacques-Yves Cousteau por parte del Territorio Antártico Británico, por un valor de 50 peniques, que muestran en su anverso un Globo aerostático, un barco y un mar congelado, y por su anverso el retrato de la entonces monarca del Reino Unido, Isabel II. Ambas monedas tienen el mismo diseño, siendo una de ellas acuñada en piezas de 8 gramos de plata de pureza 0.925 y la otra en piezas de 8 gramos de cuproníquel. Ambas fueron acuñadas en la Pobjoy Mint, en Surrey, Reino Unido.
- En 1999 el asteroide (6542) Jacquescousteau fue nombrado así en su honor.[20]

## Premios y distinciones
Premios Óscar
| Año  | Categoría              | Película              | Resultado |
| ---- | ---------------------- | --------------------- | --------- |
| 1957 | Mejor documental largo | El mundo del silencio | Ganador   |
| 1960 | Mejor cortometraje     | The Golden Fish       | Ganador   |
| 1965 | Mejor documental largo | World Without Sun     | Ganador   |

Festival Internacional de Cine de Cannes
| Año  | Categoría    | Película              | Resultado |
| ---- | ------------ | --------------------- | --------- |
| 1956 | Palma de Oro | El mundo del silencio | Ganador   |